# Hittegods (musikalbum)
Hittegods (Fångade sånger och stulna ögonblick 1985-1992) är ett album av Peter LeMarc, producerat av Tony Thorén och utgivet i april 1992.

## Låtlista
1. Håll om mej!
2. Det finns inga mirakel
3. Vänta dej mirakel! (ny mix)
4. Vägen (ny mix)
5. Sång för april
6. Mellan månen och mitt fönster
7. Ett troget hjärta
8. Little Willie John
9. Drivved
10. Välkommen hem!
11. Mellan dej och mej
12. Liten vän (ny-inspelning)
13. För ett barn
14. Ett av dom sätt
15. (Jag ska) Gå hel ur det här
16. Sången dom spelar när filmen är slut
17. Tidvatten (tidigare outgiven).

## Medverkande
- Peter LeMarc - (upphovsman, medverkande)
- Per Boysen - (medverkande)
- Werner Modiggård - (medverkande)
- Torbjörn Hedberg - (medverkande)
- Tony Thorén - (medverkande)